# Lars-Gunnar Johnsen
Lars-Gunnar Johnsen (Silsand, 2 luglio 1991) è un ex calciatore norvegese, di ruolo centrocampista.

## Carriera

### Club
Johnsen si è trasferito al Tromsdalen nel 2009. Ha esordito in squadra il 13 aprile dello stesso anno, sostituendo Morten Giæver nella vittoria per 0-1 sul campo del Løv-Ham. Al termine del campionato 2010, il Tromsdalen è retrocesso. Johnsen è rimasto in squadra e ha contribuito all'immediata promozione del club, che è tornato così in 1. divisjon.
A gennaio 2013, si è aggregato al Tromsø in vista della preparazione a La Manga del Mar Menor, per essere valutato. Il 15 febbraio, Tromsø e Tromsdalen hanno raggiunto un accordo economico per il trasferimento del giocatore. Johnsen ha debuttato nell'Eliteserien in data 21 aprile, subentrando a Remi Johansen nel pareggio a reti inviolate sul campo dell'Aalesund. Il 18 luglio, ha disputato il primo incontro in Europa League, sostituendo Josh Pritchard nella vittoria per 2-0 sull'İnter Baku. A fine campionato, il Tromsø è retrocesso nella 1. divisjon.
Il 26 ottobre 2014, il Tromsø ha fatto ufficialmente ritorno in Eliteserien con la vittoria casalinga per 1-0 contro il Fredrikstad, classificandosi matematicamente al secondo posto con un turno d'anticipo. È rimasto in squadra per un'ulteriore stagione.
Il 18 dicembre 2015, il Tromsdalen ha comunicato sul proprio sito d'aver ingaggiato nuovamente Johnsen, con un contratto valido a partire dal 1º gennaio 2016. Il 5 gennaio 2018 ha firmato un nuovo accordo con il club, valido fino alla fine dell'anno.
Il 4 gennaio 2019 è passato all'HamKam.
Il 4 settembre 2020 ha fatto ritorno al Tromsø, a cui si è legato fino al successivo 31 dicembre.

### Nazionale
Johnsen ha giocato per le Nazionali Under-15, Under-16, Under-17 e Under-18 norvegesi.

## Statistiche

### Presenze e reti nei club
Statistiche aggiornate al 21 dicembre 2020.
| Stagione          | Club              | Campionato        | Campionato | Campionato | Coppe nazionali | Coppe nazionali | Coppe nazionali | Coppe continentali | Coppe continentali | Coppe continentali | Supercoppe | Supercoppe | Supercoppe | Totale | Totale |
| Stagione          | Club              | Comp              | Pres       | Reti       | Comp            | Pres            | Reti            | Comp               | Pres               | Reti               | Comp       | Pres       | Reti       | Pres   | Reti   |
| ----------------- | ----------------- | ----------------- | ---------- | ---------- | --------------- | --------------- | --------------- | ------------------ | ------------------ | ------------------ | ---------- | ---------- | ---------- | ------ | ------ |
| 2009              | Tromsdalen        | 1D                | 19         | 0          | CN              | ?               | ?               | -                  | -                  | -                  | -          | -          | -          | ?      | ?      |
| 2010              | Tromsdalen        | 1D                | 21         | 0          | CN              | 2               | 0               | -                  | -                  | -                  | -          | -          | -          | 23     | 0      |
| 2011              | Tromsdalen        | 2D                | ?          | ?          | CN              | ?               | ?               | -                  | -                  | -                  | -          | -          | -          | ?      | ?      |
| 2012              | Tromsdalen        | 1D                | 28         | 0          | CN              | 3               | 0               | -                  | -                  | -                  | -          | -          | -          | 31     | 0      |
| 2013              | Tromsø            | ES                | 9          | 0          | CN              | 3               | 1               | UEL                | 7                  | 0                  | -          | -          | -          | 19     | 1      |
| 2014              | Tromsø            | 1D                | 18         | 0          | CN              | 3               | 0               | UEL                | 4                  | 1                  | -          | -          | -          | 25     | 1      |
| 2015              | Tromsø            | ES                | 1          | 0          | CN              | 0               | 0               | -                  | -                  | -                  | -          | -          | -          | 1      | 0      |
| 2016              | Tromsdalen        | 2D                | 24         | 0          | CN              | 3               | 0               | -                  | -                  | -                  | -          | -          | -          | 27     | 0      |
| 2017              | Tromsdalen        | 1D                | 25         | 0          | CN              | 2               | 0               | -                  | -                  | -                  | -          | -          | -          | 27     | 0      |
| 2018              | Tromsdalen        | 1D                | 28         | 0          | CN              | 1               | 0               | -                  | -                  | -                  | -          | -          | -          | 29     | 0      |
| Totale Tromsdalen | Totale Tromsdalen | Totale Tromsdalen | 145+       | 0+         |                 | 11+             | 0+              |                    | -                  | -                  |            | -          | -          | 156+   | 0+     |
| 2019              | HamKam            | 1D                | 30         | 0          | CN              | 1               | 0               | -                  | -                  | -                  | -          | -          | -          | 31     | 0      |
| gen.-set. 2020    | HamKam            | 1D                | 10         | 0          | -               | -               | -               | -                  | -                  | -                  | -          | -          | -          | 10     | 0      |
| Totale HamKam     | Totale HamKam     | Totale HamKam     | 40         | 0          |                 | 1               | 0               |                    | -                  | -                  |            | -          | -          | 41     | 0      |
| set.-dic. 2020    | Tromsø            | 1D                | 3          | 0          | -               | -               | -               | -                  | -                  | -                  | -          | -          | -          | 3      | 0      |
| Totale Tromsø     | Totale Tromsø     | Totale Tromsø     | 31         | 0          |                 | 6               | 1               |                    | 11                 | 1                  |            | -          | -          | 48     | 2      |
| Totale            | Totale            | Totale            | 216+       | 0+         |                 | 18+             | 1+              |                    | 11                 | 1                  |            | -          | -          | 245+   | 2+     |